# Kostel svatého Jiljí (Chvalkovice)
Kostel svatého Jiljí je římskokatolický farní kostel ve Chvalkovicích. Je chráněn jako kulturní památka České republiky.

## Historie
Historie kostela sahá do období gotiky, kdy byl dle dochovaného vytesaného nápisu roku 1304 založen Berkou z Dubé. K významné barokní přestavbě nákladem Ferdinanda Rudolfa Dobřenského došlo v letech 1690-1694, kdy byla i v západní části kostela přistavěna věž. Opravy a rekonstrukce kostela byly provedeny v letech 1706, 1874, 1906 a 1928-1936.

## Architektura
Jednolodní kostel má obdélníkovou loď a pravoúhlý presbytář, bývalá lichoběžníková sakristie na severní straně byla později přeměněna na kapli Panny Marie. Presbytář, loď i kaple jsou sklenuty valenou klenbou se stýkajícími se výsečemi. Stěny lodi jsou členěny svazky pilastrů. Na epištolní straně je zazděný 83 cm vysoký kámen ve tvaru opatské mitry, původně klenbový svorník, který uzavíral klenba na jižní straně kostela a do zdi uvnitř kostela byl vsazen roku 1865. Je vyzdoben ornamentálním a zoomorfním reliéfem ve tvaru dvouocasého lva s křížem v tlamě, pod kterým je dubová ratolest - znak pánů z Dubé. Kolem pravidelné osmicípé růžice je v gotickém písmu vysekáno: Anno Domini Milesio Tricentesimo Quarto - tj. letopočet 1304. V jižní stěně kostela je zazděný gotický hrotitý profilovaný portál z původní stavby ze 14. století. Západní průčelí je tvořeno hranolovou věží s cibulovitou bání. Věž byla postavena při opravách v letech 1690-1694, jak dokládá letopočet nad vchodem.

## Interiér
Hlavní oltář je rokokový, původně s obrazem patrona kostela sv. Jiljí. Vyřezávaný inventář je z doby kolem roku 1700. Boční dubové portálové oltáře s obrazy sv. Anny a sv. Salvátora od Josefa Hellicha jsou z roku 1875. Cínová křtitelnice vysoká 113 cm s erbem rodu Dobřenských z Dobřenic a soškou sv. Jiljí je datována rokem 1691. Kazatelna je bohatě řezbářsky zdobená a pochází asi ze 17. století.

## Zvony
Ve věži kostela jsou umístěny dva zvony. První z roku 1513, o průměru 84 cm a výšce 62 dm je zdoben erbem pánů z Hustířan, druhý z roku 1539 o průměru 98 cm a výšce 72 cm vyrobil zvonař Diviš z Hradce. Tento zvon byl zrekvírován pro válečné účely v roce 1942, avšak jako cenná památka byl z Prahy vrácen a znovu zavěšen na věž. Při tom se však ztratilo srdce zvonu, které bylo nahrazeno novým, avšak s nesprávnou velikostí vzhledem ke zvonu. Třetí zvon z roku 1693 byl darován kostelu roku 1699 Ferdinandem Rudolfem Dobřenským z Dobřenic, byl ozdoben erbem jeho rodu a reliéfem madony a sv. Pavla. Měl průměr 72 cm a výšku 55 cm. Byl zrekvírován během 1. světové války roku 1918.

## Okolí kostela
Na východní straně za kostelem jsou umístěny dvě samostatně stojící kaple stejného půdorysu z roku 1740. Jižní kaple je zasvěcena sv. Janu Nepomuckému, severní kaple slouží dnes jako skladiště a její původní zasvěcení není známé. Na západní straně před kostelem jsou umístěny sochy Krista držícího knihu o výšce 3 metry a truchlícího anděla s náhrobkem o výšce 150 cm. Hřbitov kolem kostela byl zrušen roku 1899, avšak po záboru Sudet v roce 1938 se na něm muselo znovu pohřbívat, protože nový chvalkovický hřbitov byl již za hranicemi protektorátu. Přes silnici od kostela je budova fary, která je také chráněna jako kulturní památka České republiky.

## Varhany
Varhany jsou z roku 1774 jsou dílem Adalberta Schrayera, varhanáře v Kuksu a Březnici.

## Bohoslužby
Bohoslužby se konají v neděli v 10.00.

## Galerie

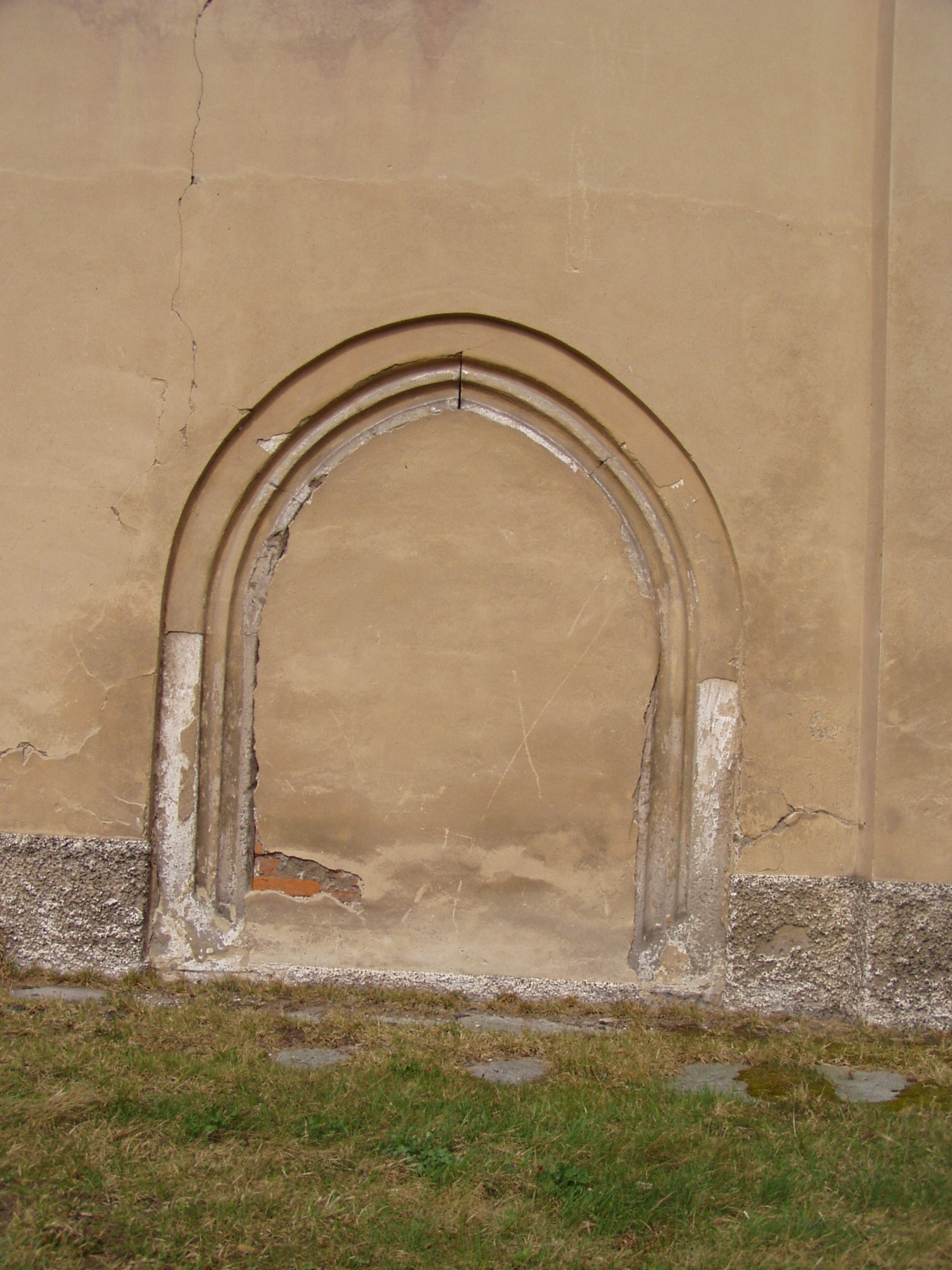
Hrotitý portál ze 14. století
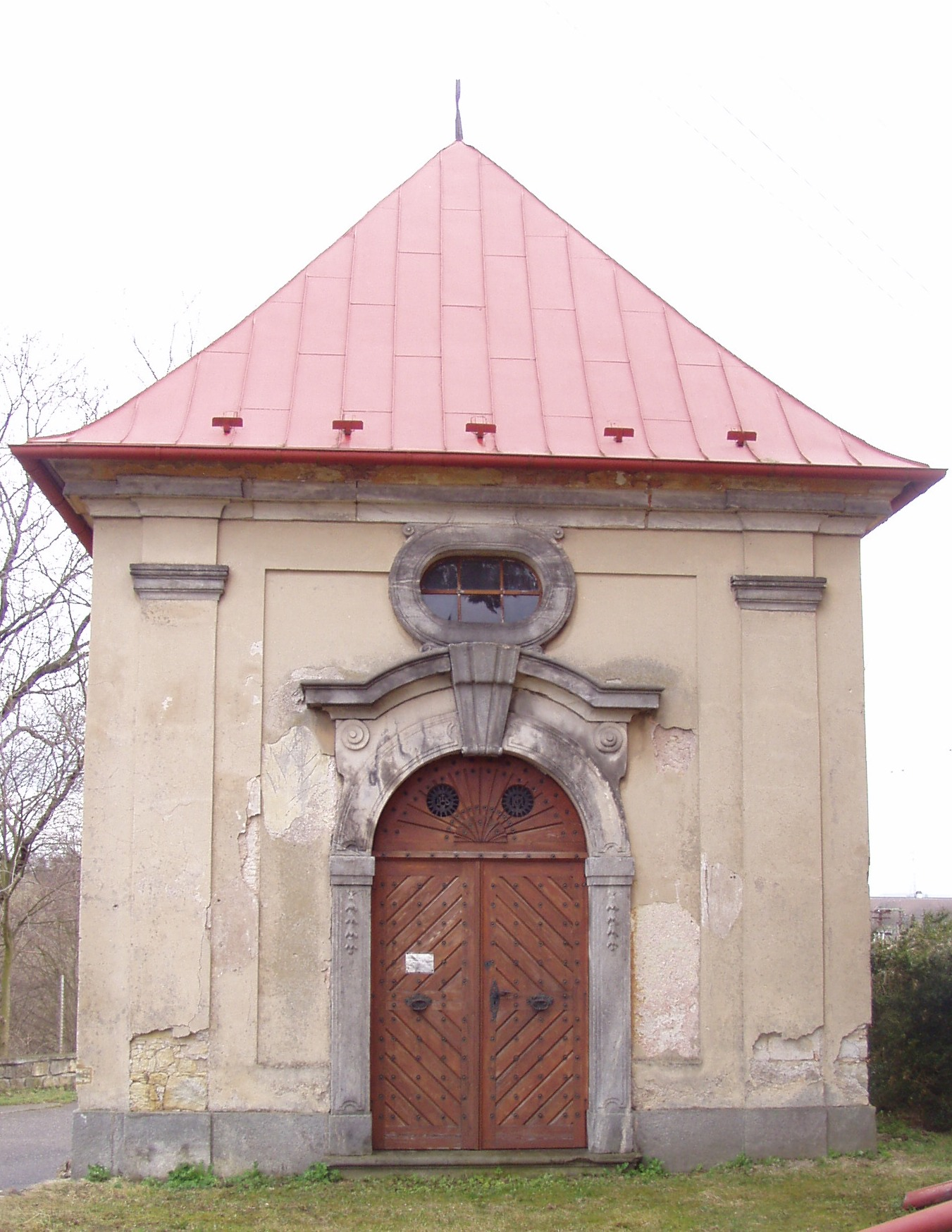
Kaple sv. Jana Nepomuckého
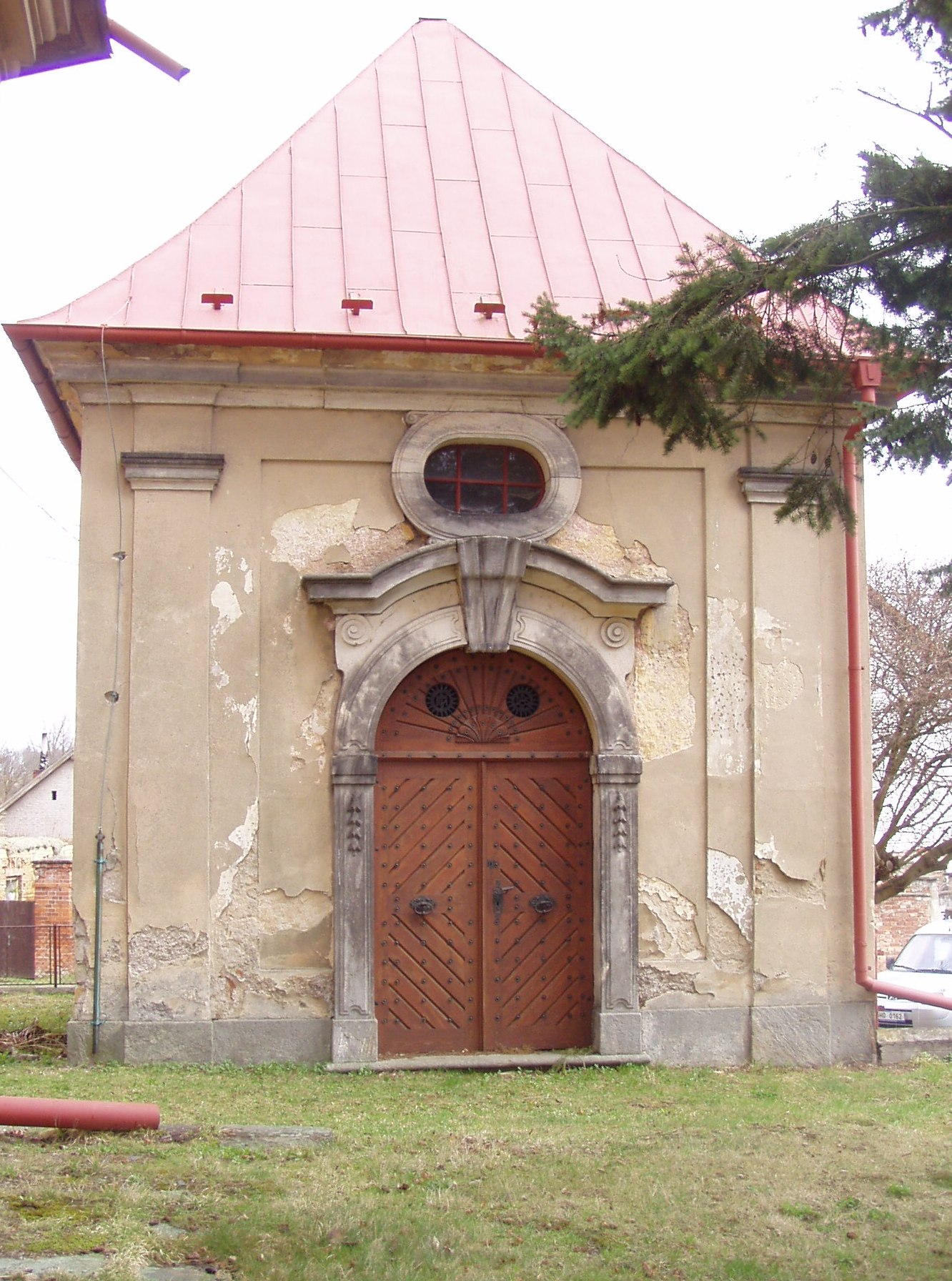
Severní kaple - skladiště
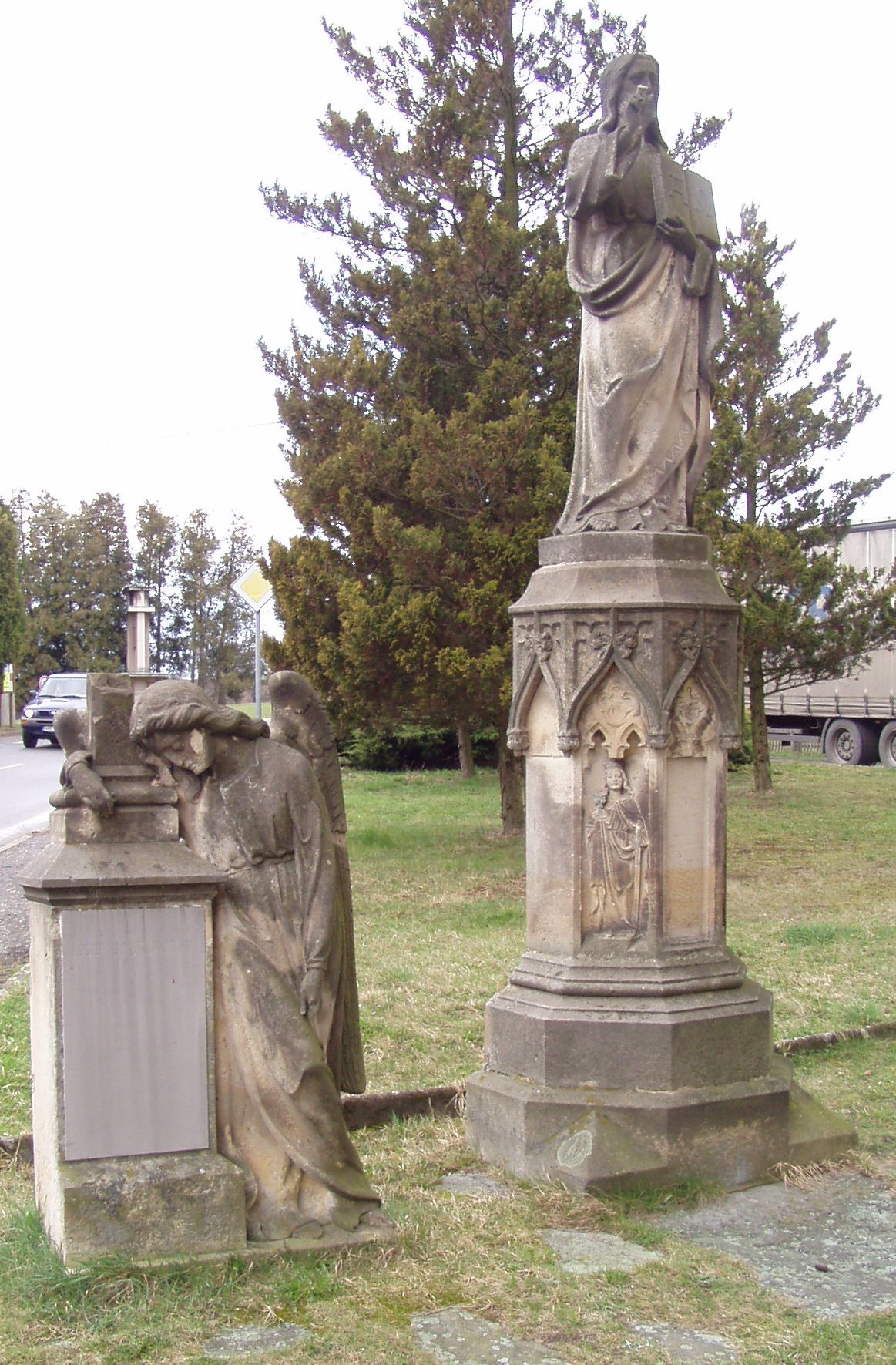
Sochy Krista a truchlícího anděla
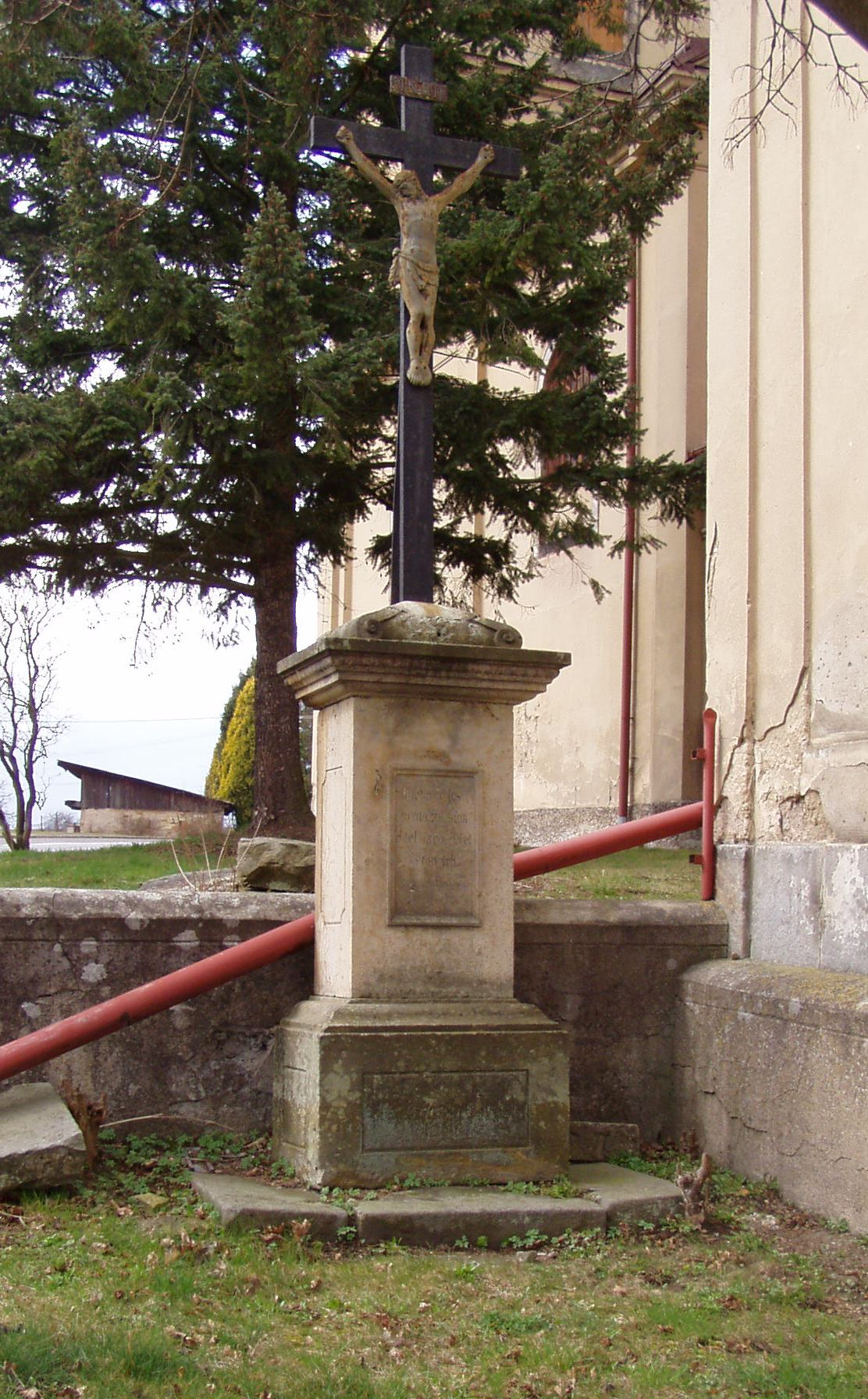
Kříž u kostela
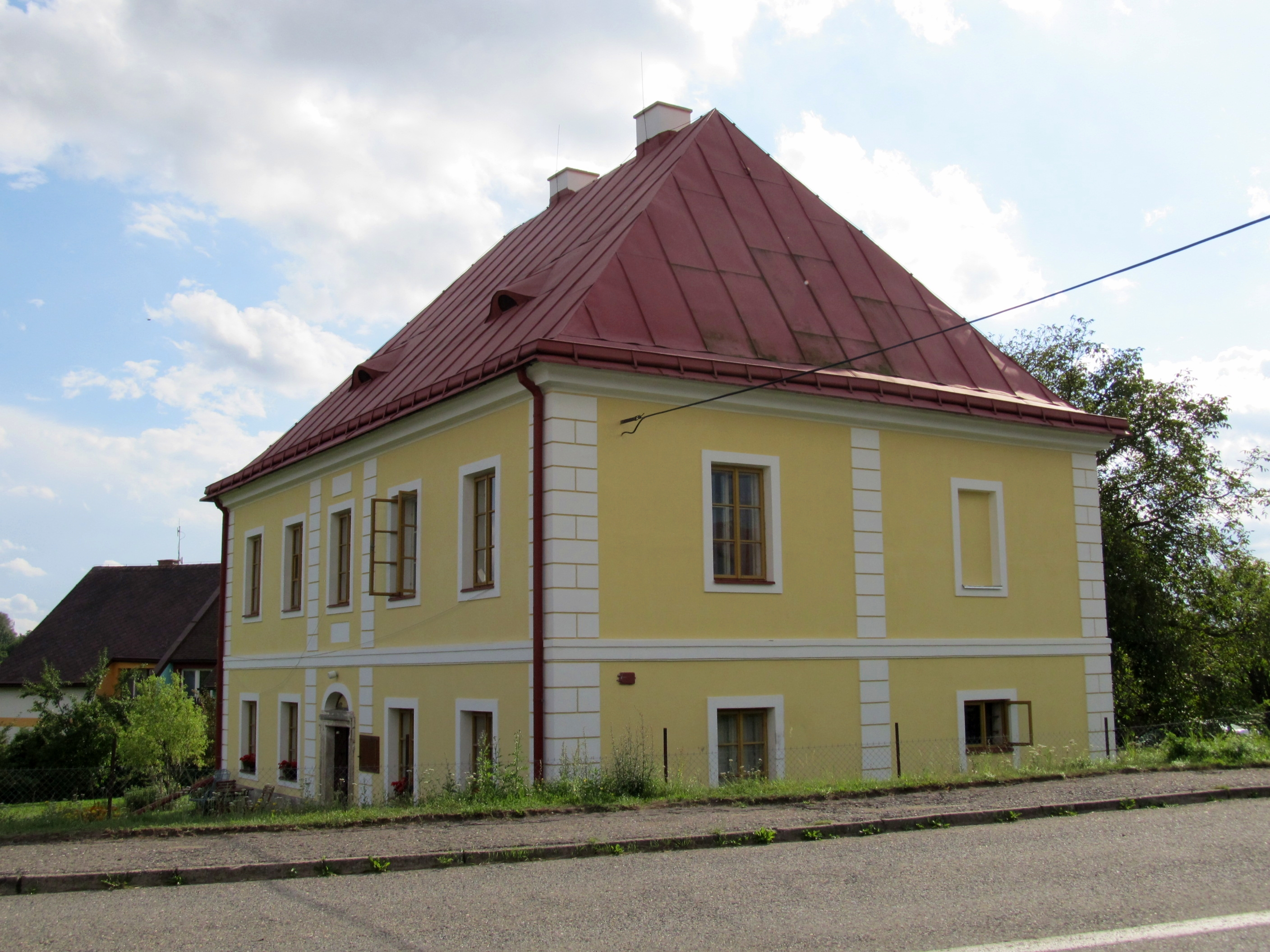
Fara